# Kolrosning

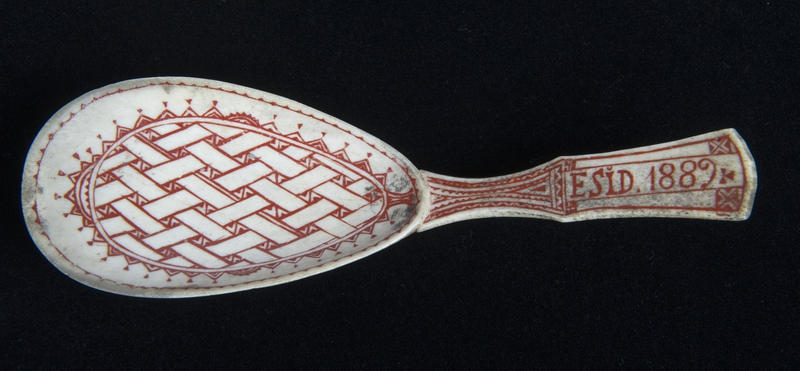
Samisk sked med kolrosning i rött. Foto Anne-Lise Reinsfelt, Norsk Folkemuseum, NFSA.0294J.

Kolrosning är en typ av dekoration för ben eller trä, traditionellt använd av det samiska folket för att dekorera framförallt skedar och knivar, men även andra egentillverkade föremål.
Processen börjar med att rita upp ett mönster med blyerts, sedan skärs mönstret med knivspetsen, och sist färgas snittet med en pigmentfärg. Ofta används albark eller kaffe för den bruna färgen, och linolja som bindemedel.